# Pierre Gadonneix

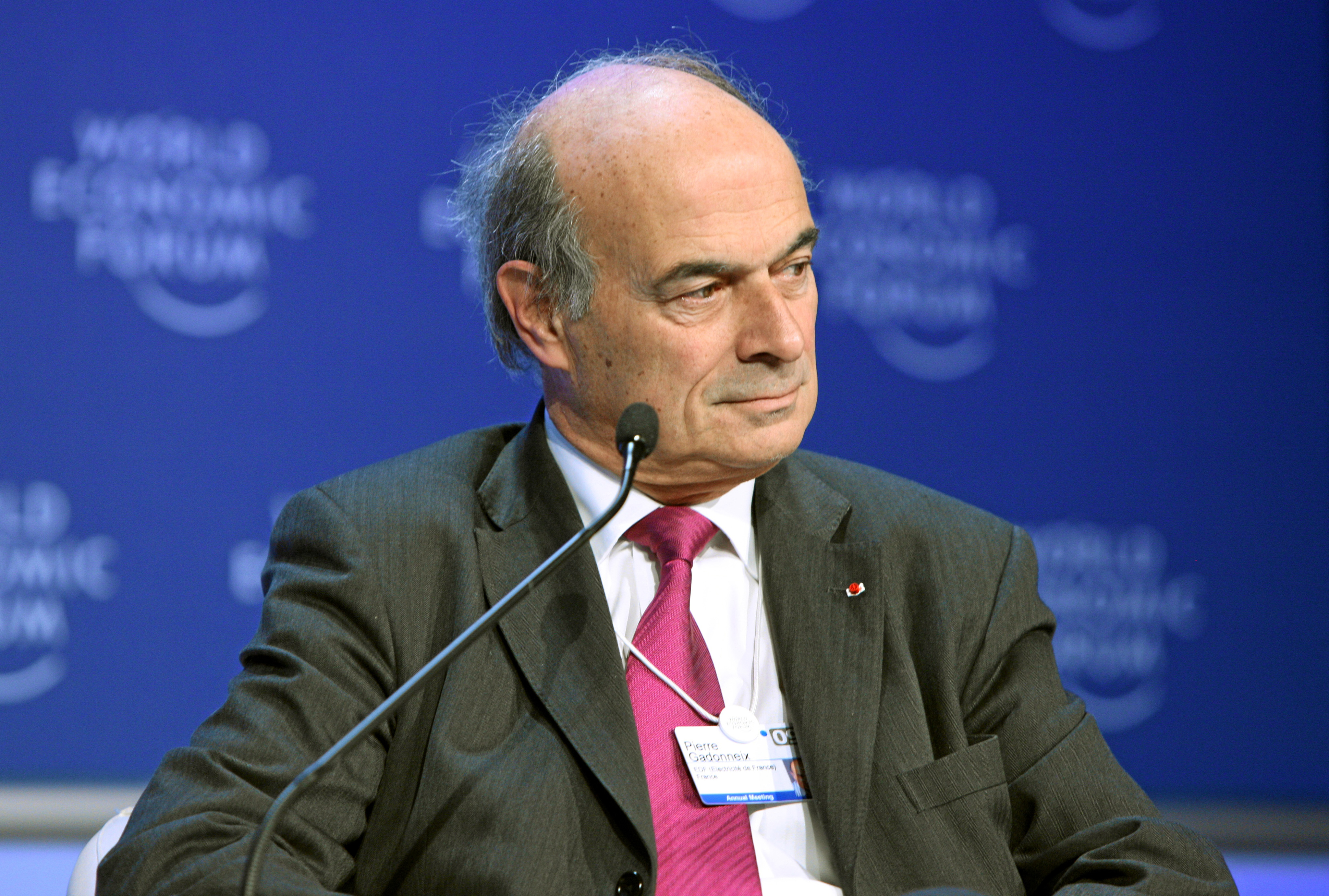
Pierre Gadonneix

Pierre Gadonneix (* 1943 in New York) ist ein Manager und Präsident des französischen Stromkonzerns EdF.

## Leben
Pierre Gadonneix studierte bis 1962 an der École polytechnique. Von 1972 bis 1975 promovierte er an der Harvard University. Er gründete 1969 das Informatikunternehmen SEFI. Bereits drei Jahre später verkaufte er es und studierte in Harvard weiter. 1976 ging er in die Politik und wurde Berater im französischen Industrieministerium. 1978 wurde er Leiter der Abteilung Metall- und Elektroindustrie.
Von 1987 bis 2004 arbeitete er für Gaz de France (GdF). Zunächst war er Generaldirektor des Unternehmens. 1996 wurde er zum Präsidenten befördert.
Von 2004 bis 2009 war er der Präsident der Électricité de France (EdF). Sein Nachfolger seit 2009 ist Henri Proglio.
| Personendaten    | Personendaten                               |
| ---------------- | ------------------------------------------- |
| NAME             | Gadonneix, Pierre                           |
| KURZBESCHREIBUNG | französischer Manager und Präsident der EdF |
| GEBURTSDATUM     | 1943                                        |
| GEBURTSORT       | New York City                               |